# 七万言书
《七万言书》是第十世班禅喇嘛额尔德尼·确吉坚赞進行了詳細全方位的研究考察後，撰写並于1962年5月18日遞交給中國共產黨的藏区调查报告，全名為《关于西藏总的情况和具体情况以及西藏为主的藏族地区的甘苦和今后希望要求的报告》，呈現在中國共產黨統治下西藏發生的災難和藏人遭受的損失。全书共8个部分，以汉文计约7万余字，故又称《七万言书》。七萬言書中談到：中共政府不管怎樣使用“改革”、“解放”、“民主”和“社會主義”等名詞，都無法遮蓋藏民族文化被毀滅的事實。十世班禪因此而被批判，險些死於獄中。

## 历史
1961年底，班禅额尔德尼·确吉坚赞開始撰寫《通過敬愛的周總理向中央匯報關於西藏和其他藏族地區群眾的疾苦和對今後工作的建議》一文。初版为藏文，先送阿沛阿旺晉美和喜饒嘉措等人閱覽，又與經師恩久活佛逐句润色，而后译作汉文，并仔细审校。
1962年5月，班禪在北京完成《七万言书》并交国务院，周恩来和习仲勋、李维汉、张经武、张国华等与班禅反复面谈，历时两个月，产生了4个文件：《改进合作共事关系》、《培养和教育干部》、《关于继续贯彻执行宗教信仰自由政策的几项规定》、《继续贯彻执行处理反叛分子规定的意见》。9月，李維漢被毛澤東批判作「投降主義」。毛还對張經武說：「你們想把班禪培養成民族領袖，我看他當不了領袖」。月底，李维汉乘飞机返藏，指示停止4个文件的执行。10月，班禅开始被批斗，并被排除自治区筹委会事务之外。
据称，1962年秋，中共八届十中全会后，有人认为“七万言书”是“农奴主夺无产阶级专政的权”，是一部“反党反社会主义的反动纲领”。班禅对此则一再申明自己的动机是好的。
1963至1964年初，班禅很少参与政务活动。1964年，班禅在自治区筹委扩大会上被批判，同与会人员激辩。不久，班禅被撤销区筹委会代理主任职务。随后，其人大副委员长和政协副主席的职务也被撤销，仅余政协常委职务。1966年，班禅被红卫兵抄家。8月下旬的一个晚上，班禅被红卫兵劫走并关押在中央美术学院，后又遭游街示众和批斗，被批判作“最大的反動農奴主”、“最大的反動活佛”。
1968年夏，班禅被投入秦城監獄。他被关押9年8个月，直至1977年10月才走出监狱。但之后仍被软禁数年。
1980年邓小平与班禅交谈时说：你的“七万言书”，大部分是对的。据称，班禅后来向中共高层表示：“过去我确实犯了错误，说了一些错话，做了一些错事，今后我准备好好总结一下，再给中央写个检讨报告。”

## 主要內容
這份關於中共入藏後混亂狀況的報告一直被中國視為「反動文件」而不准公開，其主要內容包括：
（1）對許多人進行激烈的鬥爭、逮捕、關押等。

（2）錯誤沒收農奴主的土地資產，幹部或積極份子對一些人毫無原因的隨意捏造叛亂份子和反革命份子的罪名，造成許多人被冤屈逮捕關獄，財物被沒收。

（3）劃分階級時追求轟轟烈烈和恐怖尖銳，不看打擊是否準確，反倒把規模和數量作為主要目標。

（4）在民主改革中颳起兩股狂風：毫無根據捏造罪行、冤枉許多好人，還進行毒打的面對面鬥爭，致使被鬥者當場喪命、逃亡、甚至自殺。

（5）幹部於工作中的作風與錯誤造成史無前例的餓死人。

（6）對上層的統戰工作違背承諾進行面對面鬥爭。

（7）實行專政的關押犯人數占比過多、達到了總人數的百分之幾，造成前所未見的大量非正常死亡。

（8）原西藏政府官吏无一例外地被籠統算作叛亂份子而關押。

（9）寺廟改革未分清壞人和善僧，「三反三算」運動主要成了反對宗教。

（10）「三反三算」變成殺無罪的羊比殺有罪的狼更威風，在所謂「破除迷信」下消滅佛像、佛經和佛塔、迫使僧尼還俗。

（11）強迫喇嘛與尼姑俗女互選成親，恣意破壞、盜走神塔飾品與寶物，將《大藏經》用於施肥原料、佛像畫和經書用於製鞋原料。

（12）毀棄寺廟數達九成七、僧尼人數減少九成三。

（13）號召並強迫僧尼恣意違背教律、動員參加姘嫖酗酒等失戒造孽壞事、公然在寺內結戀婦女等極為不軌行為，將「政治學習」列為寺廟一切事務之首。

（14）藏传佛教遭到巨大衰敗而瀕臨滅亡，正常的宗教活動沒有了，有宗教學問的人將逐漸死去，學問失傳。为了保命，要把房頂的經旗拔掉；身上不佩戴護身符和「金剛結」；家裡供奉的佛像、佛經、佛塔都要藏起來；不敢公開唸經積善；不敢燒柏香敬菩薩；不敢對聖地有名的佛像、佛塔等的朝拜供養，不敢轉經和供養「善僧」，布施窮人等都不便或無法進行，形成病不唸經，亡不超渡等。

（15）沒有信教的自由，所有藏人各階層人民中百分之九十以上都非常詫異、失神。

（16）惡意歧視仇恨藏族，侵犯民族特點，稱「藏族是一個被宗教信仰和民族自尊心陶醉的頑固民族」。

（17）漢民族主義思想者嘲笑藏族服飾裝扮，使藏裝無法繼續穿戴和留下去；藏族幹部如果不穿漢裝，就難入人之列，只要是看不順眼的，都予嘲弄歧視。西藏境内的一切公文只用漢文不用藏文，藏文逐漸成了民間的文字。有的幹部自以為有多了不起，忽視藏族特點，侵犯藏族權利，甚至給提到藏族權利和利益的人強行扣上地方民族主義者的帽子。

（18）各地人口減少，民族特色消失，民族也因此而消失：較嚴重的地區居民，只要一看就能清楚理解到只剩下許多婦女和老幼，青壯年和知事通理之人減少了。以藏文新詞匯不夠為借口，就理所当然歪曲地說藏文低級，傳意表達能力差，對藏文的榮譽進行侮辱。

（19）青海、甘肅、四川、與雲南藏族之悲慘比西藏的時間更長、更嚴重、更左傾。每個地區關押犯人的數字都達到萬把人或萬人以上，看管有意把人弄到水土不服的地方，千萬人遭到非正常死亡，造成犯人的屍體埋葬不完。公共食堂建立後，口糧食物分配極少，有些地方有不少人因斷糧而直接悲慘地餓死，群眾的體質日益衰弱，所以在一些地方，就连像感冒等小傳染病就達到百分之數的人輕易成批死亡，也有些全家人死光的現象。這些在藏族歷史上都是絕無僅有的。寺廟和喇嘛數目減少了百分之九十八到九十九。
班禪因而引述來朝拜他的藏人流淚哀呼：「勿使眾生飢餓！勿使佛教滅亡！勿使我雪域之人滅絕！為祝為禱！」班禪在《七萬言書》的最後寫到：「絕不讓有辱一個作為勤勞勇敢的藏族子孫名譽的任何痕跡遺留在我的歷史上。」

## 出版
因被视作包含「反动」内容，《七万言书》长期未获准公开。
曾在十世班禅身边担任翻译的降邊嘉措将其中一些内容汇集，附入其所著的《班禅大师》一书。该书首先于1989年在中国大陆由《東方出版社》出版，但随后被禁。据报道，该书还曾获得首屆中國傳記文學『東方杯傳記文學優秀著作』奖项。后来，香港開放雜誌社以《悲劇英雄班禪喇嘛》为名在1999年将此书另行出版。

### 中文版
- 《十世班禪大師七萬言書》，亞太政治哲學文化出版有限公司，ISBN：9789869086721，2014年9月12日。